# Biola (companie)
Biola (în ucraineană ТМ «Біола») este o companie producătoare de sucuri și băuturi răcoritoare din Ucraina, care face parte din concernul ucrainean Privat Group⁠(d).
Biola a fost, de asemenea, un sponsor de lungă durată al clubului de fotbal FC Dnipro și sponsorul principal al ediției 2008-2009 a Primei Ligi Ucrainene⁠(d) și este sponsorul general al Federației Ucrainene de Tenis⁠(d) și al clubului de baschet BC Dnipro⁠(d).

## Istoric
Compania a apărut odată cu înființarea fabricii Erlan din Dnipro în 1997. Ea s-a extins în 2005 și a construit o altă fabrică la Kiev, Fabrica Orlan. În 200, firma a lansat o linie suplimentară pentru producția de băuturi răcoritoare la fabrica Orlan. În 2014, compania a trecut printr-o nouă schimbare de branding, schimbându-se logo-ul și sloganul.
Biola este partener al turneului de fitness World Ladies Cup.

## Galerie

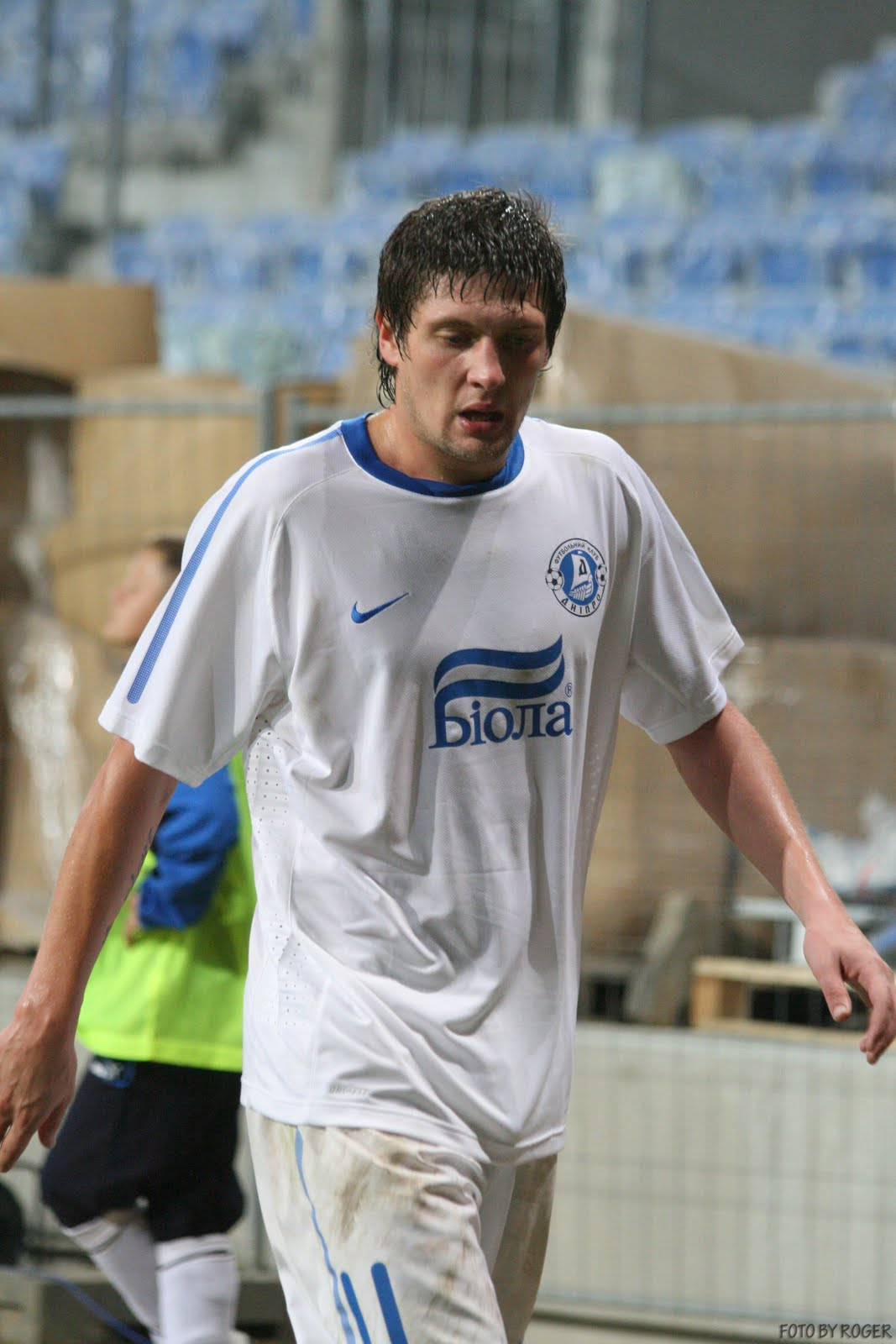
Ievhen Selezniov⁠(d) în 2010 (FC Dnipro)
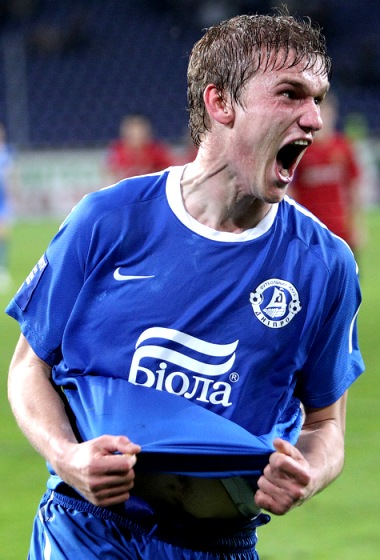
Oleksandr Hladkîi⁠(d) în 2011 (FC Dnipro)